# Dom dwurodzinny przy ul. Dembowskiego 11/13 we Wrocławiu
Dom dwurodzinny przy ul. Edwarda Dembowskiego 11/13 – zespół dwóch modernistycznych domów mieszkalnych na osiedlu Dąbie, wybudowany jako domy eksperymentalnego osiedla wystawy WUWA według projektu Theo Effenbergera.
Dom dwurodzinny projektu Effenbergera o numerach porządkowych 26–27 stanął w północnej części wzorcowego osiedla wystawy „Mieszkanie i Miejsce Pracy” tuż obok domu nr 28 Emila Langego. Jest przykładem domu o wysokim standardzie przeznaczony dla przedstawicieli klasy średniej. Składa się z dwóch identycznych domów jednorodzinnych połączonych wspólną częścią, w której umieszczono garaże. Oba domy mają taki sam układ wnętrz, na parterze znajduje się część dzienna, na piętrze część nocna z sypialniami. Mieszkania maja powierzchnie 185 m². Po roku 1945 oba domy uległy drobnym przebudowom, min. zabudowano powierzchnię tarasów na I piętrze. Dom nr 27 w roku 2013 poddano gruntownemu remontowi przywracającemu mu wygląd zbliżony do pierwotnego.